# Marcelo Coulón
Marcelo Coulón (Temuco, 17 de mayo de 1950) es un músico chileno. Tras una breve participación en la banda Inti-Illimani en 1970, pasó a ser miembro permanente de la misma a partir de 1978, tocando quena, piccolo, flauta y guitarrón mexicano, además de ser parte de los coros.[cita requerida] Desde la ruptura de la banda en 2004, forma parte de la facción Inti-Illimani (R).

## Biografía
Marcelo es hermano de Jorge Coulón, uno de los miembros fundadores de Inti-Illimani. Estudió Ingeniería Química en la Universidad Técnica del Estado, en Santiago de Chile.

## Discografía

### Con Huamarí
- 1971 - Chile y América
- 1972 - Oratorio de los trabajadores

### Como solista
Varios intérpretes
- 1977 - Canto a la revolución de octubre